# Vásárhelyi Pál híd
A Vásárhelyi Pál híd (köznyelvi nevén Kis Böske híd vagy Kis Erzsébet híd) egypilonos gyalogoshíd volt Győrben, Révfalut kötötte össze a Sziget városrésszel. A Mosoni-Duna felett ívelt át. A forgalomnak 1969. augusztus 16-án adták át.
Köznyelvi nevét – Kis Erzsébet híd – onnan kapta, hogy a budapesti Erzsébet híd építésekor megmaradt kábelanyagot használták fel a szerkezetében, valamint megjelenése is a budapesti híd megjelenésére is emlékeztetett.
Az ország egyetlen ferde kábeles szerkezetű hídja volt a Megyeri híd előtt. Révfalu és Sziget városrészek között 1888 óta álltak fahidak előtte, amelyeket a világháború, majd az 1957-es árvíz elpusztított.
Mivel csak gyalogosforgalomra volt alkalmas, folyamatosan napirenden volt egy gépjármű-közlekedésre is alkalmas híd építése. Végül az anyagi források rendelkezésre állásának köszönhetően az utódját, a Jedlik Ányos hidat 2010 novemberében adták át a forgalomnak.